# Mansour Al-Juaid
Mansour Farhan Al-Juaid (arab. ‏منصور فرحان الجعيد‎, ur. 1 lipca 1948) – saudyjski lekkoatleta, sprinter.
Brał udział w biegu na 100 metrów i w sztafecie 4 × 100 metrów na Letnich Igrzyskach Olimpijskich 1972.